# برگه ۹۴۱
برگه ۹۴۱ (به انگلیسی: Breguet 941) یک هواگرد ساختِ کارخانهٔ برگه اویاسیون در کشور فرانسه است . نخستین استفاده‌کنندهٔ این هواپیما نیروی هوایی فرانسه بوده‌است. این هواگرد برای نخستین بار در ۲۱ مه ۱۹۵۸ میلادی مورد استفاده قرار گرفت.